# Änge
Änge è un'area urbana della Svezia situata nel comune di Krokom, contea di Jämtland.
La popolazione rilevata nel censimento 2010 era di 314 abitanti .